# Дзамбато
Дзамбато́ (яп. 斬馬刀 — меч/шабля, що вбиває коней) — японський превеликий односічний меч. Виявлення дзамбата датоване періодом Хейян.
Первотворні екземпляри виготовляли за династії Сун у Китаї.
Дзамбато користувала піхота проти кавалерії.
| Прапор Японії | Це незавершена стаття про Японію. Ви можете допомогти проєкту, виправивши або дописавши її. |